# Пальчик (Черкасская область)
Пальчи́к (укр. Пальчик) — село в Катеринопольском районе Черкасской области Украины.
Население по переписи 2001 года составляло 494 человека. Почтовый индекс — 20522. Телефонный код — 4742.

## Местный совет
20522, Черкасская обл., Катеринопольский р-н, c. Пальчик

## Известные уроженцы
- Ивашкеевич, Тимофей Фёдорович (1908—1977) — Герой Социалистического Труда.